# 6. století
6. století je období mezi 1. lednem 501 a 31. prosincem 600 našeho letopočtu. Jedná se o šesté století prvního tisíciletí.

## Významné události

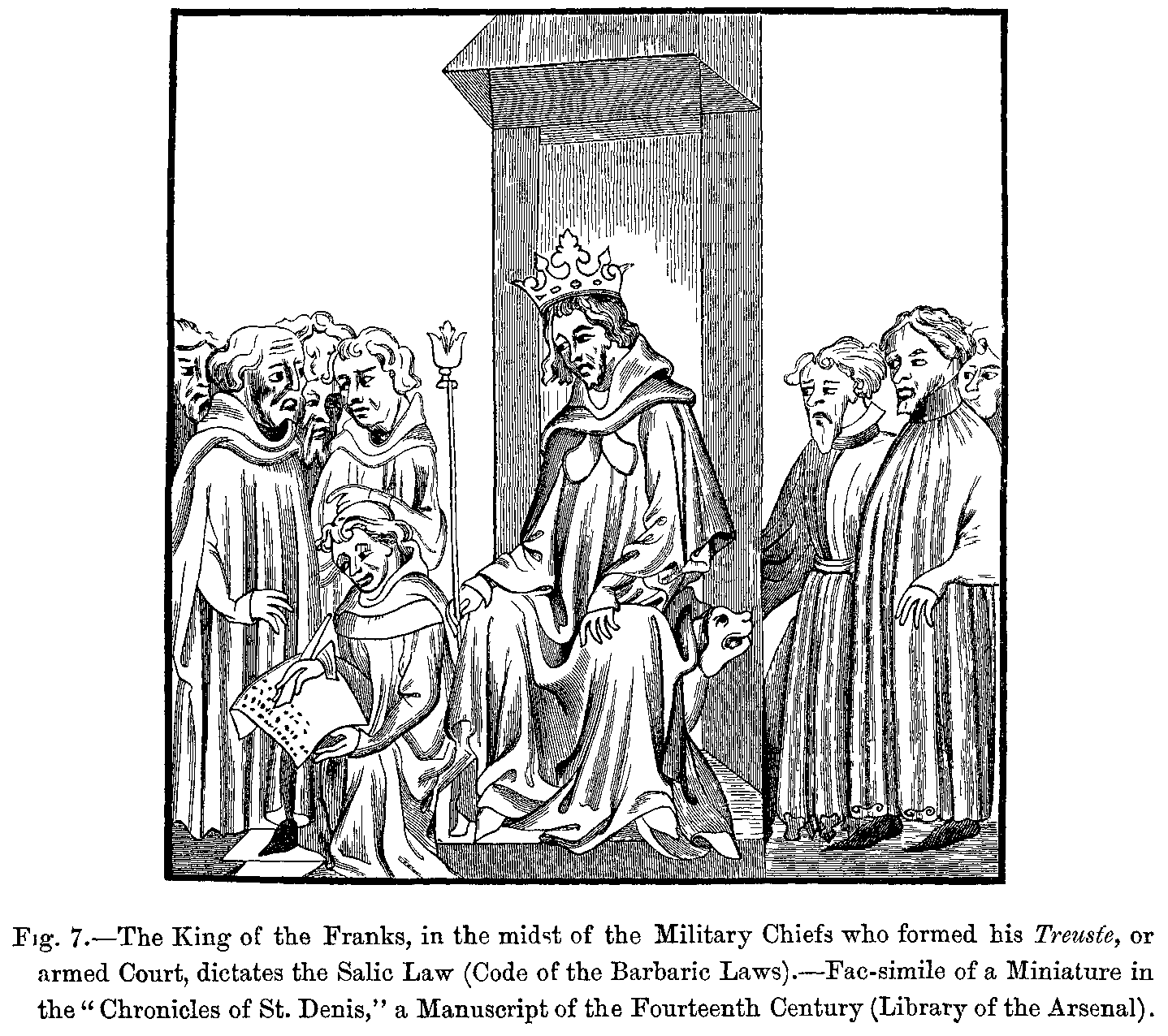
Chlodvík I. diktující Salický zákoník

- 501–507 dal zakladatel franské říše Chlodvík I. sepsat zákoník Lex Salica.
- 507 – cca 551 byly na území dnešního Afghánistánu vytesány sochy Buddhů z Bamjánu.
- 525 vypočítal kněz Dionysius Exiguus datum narození Krista, čímž vytvořil křesťanský letopočet.
- cca 529 vznikl benediktinský řád.
- 529–534 bylo za vlády byzantského císaře Justiniána v díle Corpus iuris civilis kodifikováno římské právo.
- 532 proběhlo v Konstantinopoli povstání Níká proti císaři Justiniánovi.
- 541 se v Etiopii objevil mor, který se rychle rozšířil v celém Středomoří. Epidemie byla známa jako tzv. Justiniánský mor.
- 2. polovina 6. století slovanské kmeny patrně začaly osídlovat území Čech a Moravy.
- 553 zasedal druhý konstantinopolský koncil.
- 563 založil Svatý Kolumbán klášter na ostrově Iona.
- 568 založili Langobardi své království na Apeninském poloostrově.
- 570 se narodil zakladatel islámu Mohamed.
- 581 nastoupila v Číně dynastie Suej, jež vládla do roku 618.
- 585 ovládli Vizigóti království Svébů.
- 589 byl v Číně poprvé použit toaletní papír.

## Významné osobnosti

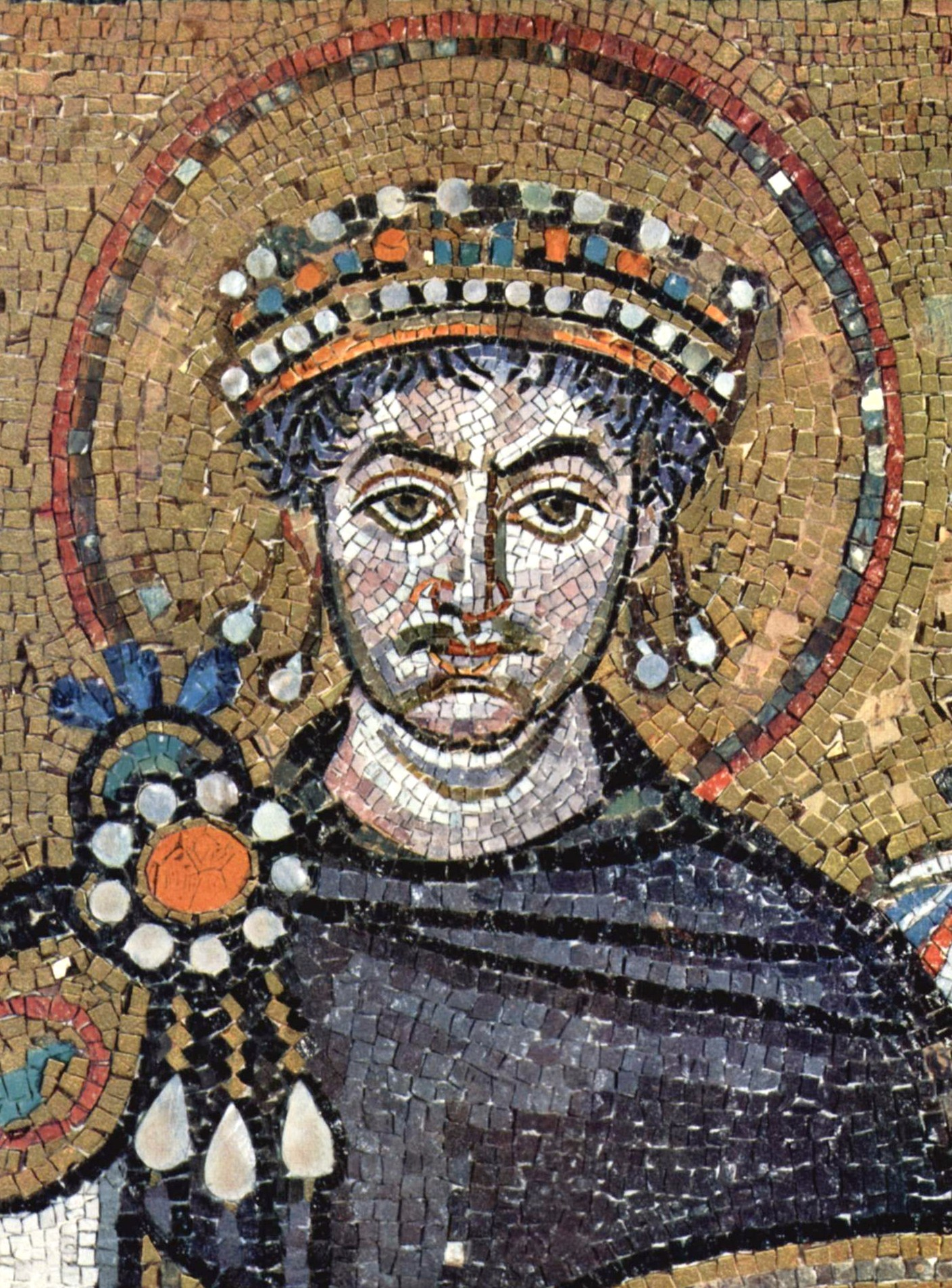
Císař Justinián I.

- Augustin z Canterbury (cca 546 – 604) – mnich, arcibiskup a světec
- Belisar (505–565) – byzantský vojevůdce
- Benedikt z Nursie (cca 470 – cca 543) – mnich, zakladatel řádu svatého Benedikta, světec
- Boëthius (cca 480 – 524/525) – římský teolog a filosof
- Cassiodorus (cca 488 – 583) – římský mnich, filozof a encyklopedista
- Dionysius Exiguus (cca 470 – cca 544) – římský kněz a tvůrce křesťanského letopočtu
- Husrav I. (496–579) – perský král z rodu Sásánovců
- Chlodvík I. (cca 465 – 511) – zakladatel franské říše
- Justinián I. (cca 482 – 565) – byzantský císař
- Kolumbán (cca 540 – 615) – iroskotským misionářem a světec
- Mohamed (570–632) – zakladatel a prorok islámu
- Prokopios z Kaisareie (cca 500 – 565) – byzantský historik
- Řehoř I. Veliký (540–604) – papež
- Řehoř z Tours (539–594) – franský biskup a kronikář
- Taliesin (cca 534 – 599) – velšský básník